# آلبوم خانوادگی
آلبوم خانوادگی نام یک مجموعهٔ نمایشی تلویزیونی به کارگردانی محمد رحمانیان است که در سال ۱۳۶۹ تهیه و از شبکه ۱ پخش گردید.

## خلاصه داستان
این مجموعه نمایشی از پنج قسمت مستقل تشکیل شده بود که وجه مشترک همهٔ آنها، به تصویر کشیدن اضمحلال و سقوط روابط خانوادگی و مناسبات اجتماعی در جامعه آمریکا بود و هر قسمت از آن، به گوشه‌ای از این انحطاط می‌پرداخت.
عناوین ۵ قسمت این مجموعه تلویزیونی، به شرح زیر بود:
1. استیو می‌میرد
2. چه کسی ما را نجات خواهد داد؟
3. زوج خوشبخت
4. غرب وحشی
5. کسوف

## بازیگران و عوامل تولید

### بازیگران
- بهزاد فراهانی
- پرویز پورحسینی
- سیروس گرجستانی
- کاظم هژیرآزاد
- احمد آقالو
- بهروز بقایی
- مهتاب نصیرپور
- مهدی میامی
- بیوک میرزایی
- مرتضی ضرابی
- ماندانا اصلانی
- جعفر رازپوش
- اسماعیل بختیاری
- امیر نیک‌یار
- محمود کدخدائی

### عوامل تولید
- نویسنده و کارگردان هنری: محمد رحمانیان
- کارگردان تلویزیونی: شیرین جاهد، اسدالله ایمن
- تصویربردار: هوشنگ جاوید، جعفر بهبود
- تدوین: محمد رحمانیان
- موسیقی: حمید رحمانیان، سعید آرمند
- تهیه‌کننده: عبدالله سعیدی
- فرمت پرونده: ویدئویی
- تعداد قسمت‌ها: ۵ قسمت
- مدت زمان: ۲۴۲ دقیقه
- محصول: گروه فیلم و سریال و تئاتر شبکه ۱
- سال تولید: ۱۳۶۹